# Будівля гауптвахти (Новочеркаськ)
Будівля гауптвахти в Новочеркаську (рос. Здание гауптвахты в Новочеркасске) — одна з найдавніших збережених пам'яток архітектури в Новочеркаську (Ростовська область, Росія). 

## Історія
Гауптвахта побудована в класичному стилі в 1856 році при наказному отамані М. Г. Хомутові. Автор проекту невідомий. В даний час будівлю займає військова комендатура міста, а в підвалах, як і раніше, знаходиться гауптвахта. Свого часу в ній містилися революціонер Микола Іванович Кибальчич, майбутній поет Михайло Васильович Ісаковський. Новочеркаська гауптвахта згадується в романі «Ходіння по муках» російського радянського письменника Олексія Миколайовича Толстого:
|  | Заплющую очі, Вадиме Петровичу, і ніби зараз бачу східці цього портика, залляті кров’ю… Проходив я тоді мимо, — чую страшний крик, такий, знаєте, буває крик, коли мучать людину… Серед білого дня, в центрі столиці Дону… Підходжу. Біля гауптвахти — юрба, козаки спішені. Мовчать, дивляться, — біля колон відбувається екзекуція, на страх населенню. З караулки виводять, по двоє, робітників, заарештованих за співчуття більшовизму. Ви розумієте, — за співчуття. Зараз же руки їм прикручують до колон, і четверо дуженьких козачків б’ють їх нагаями по спині і по заду, еге ж. Тільки — свист, сорочки, штани летять клаптями, м’ясо — шматками, і кров, як з тварин, ллє на східці… Трудно мене здивувати, а тоді здивувався, — кричали дуже страшно… Від самого фізичного болю так не кричать… КНИГА ДРУГА ВІСІМНАДЦЯТИЙ РІК, частина II |

## Опис
Одноповерхова споруда представляє велику художню цінність. Трикутний фронтон, має зубчики по карнизу, спирається на дві колони іонічного ордеру з канелюрами в центрі і дві пілястри по краях. Вікна, розташовані зліва і праворуч від пілястр, прикрашені сегментними сандриками, а віконні наличники — пілястрами. Фриз будівлі збагачений рельєфом геометричного малюнка. На рогах фасаду також знаходяться пілястри. Особливістю цієї будівлі є наявність лоджії в центрі фасаду.

## Галерея

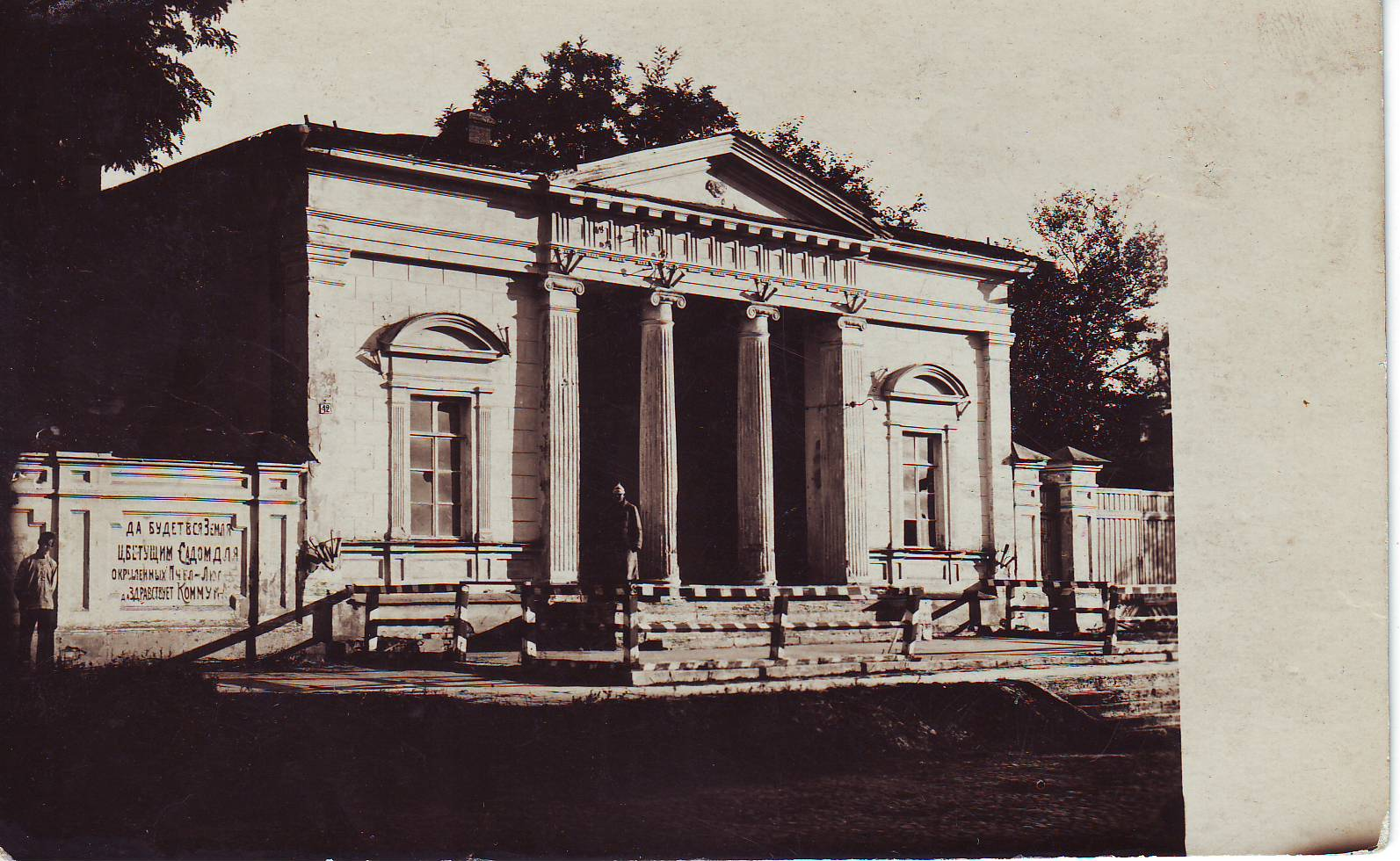
1920-ті роки
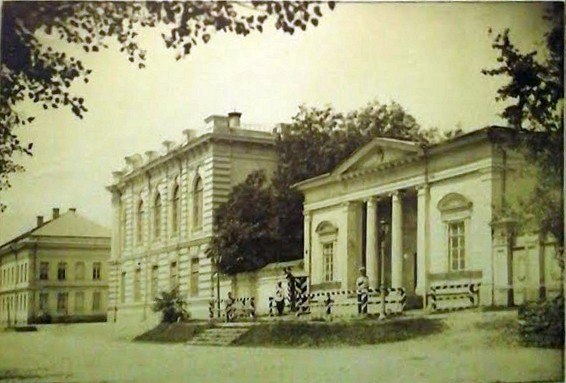
1920-ті роки